# Nowa Cerkiew (Chojnice)
Nowa Cerkiew [ˈnɔva ˈt͡sɛrkʲɛf] (în germană Neukirch) este un sat din districtul administrativ Gmina Chojnice, din județul Chojnice, Voievodatul Pomerania, în nordul Poloniei.  Se află la aproximativ 9 kilometri (6 mi) est de Chojnice și 97 kilometri (60 mi) sud-vest de capitala regională, Gdańsk. Este situat în regiunea istorică Pomerania.
Satul are o populație de 592 de locuitori.

## Istorie

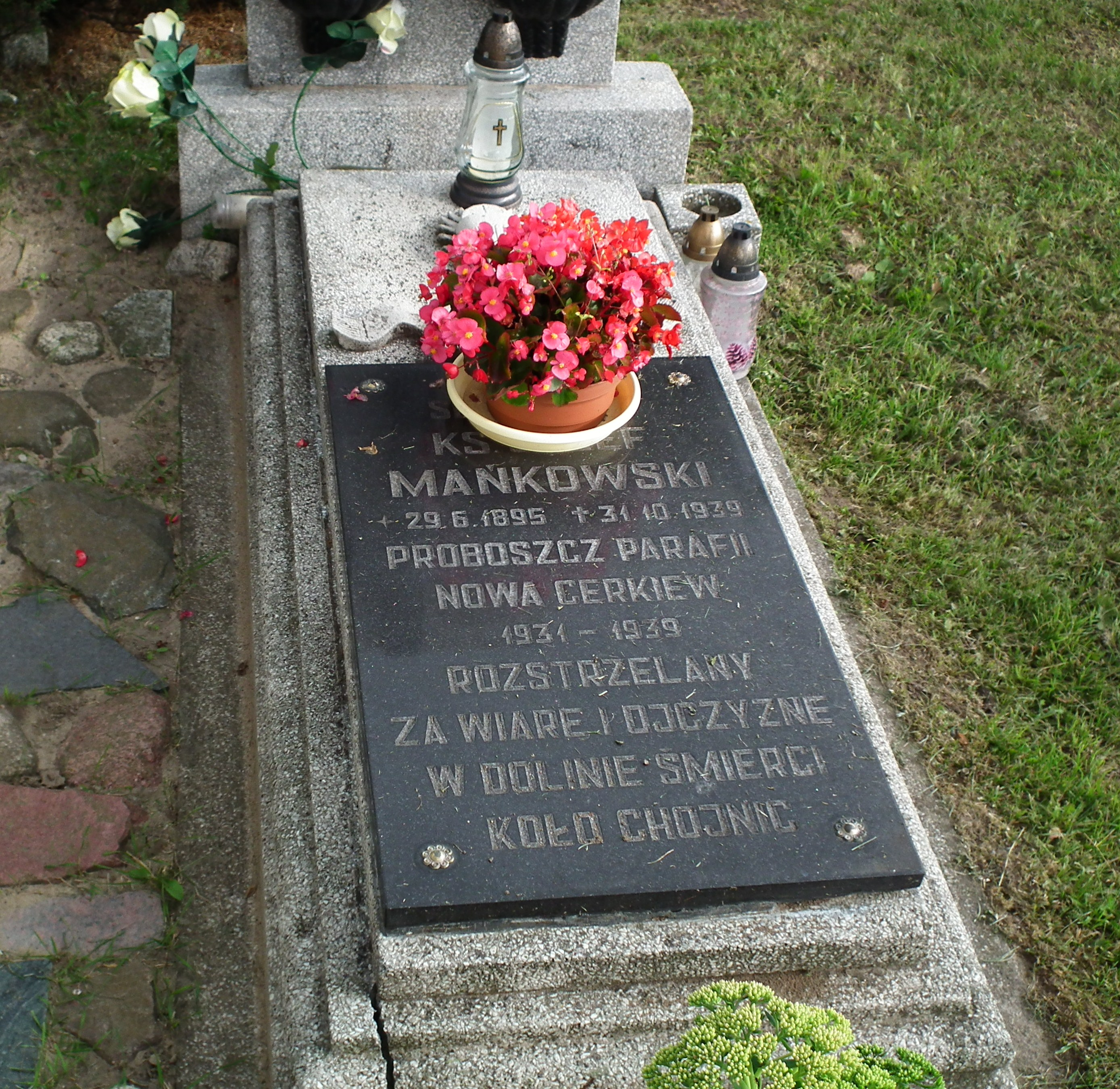
Mormântul preotului Józef Mańkowski

Nowa Cerkiew era un sat regal al Coroanei poloneze, situat administrativ în județul Człuchów din voievodatul Pomerania.

În timpul ocupației germane a Poloniei (Al doilea război mondial), preotul paroh local, pl⁠(Józef Mańkowski)[Mańkowski&page=pl&targettitle=pl traduceți], a fost arestat și apoi ucis de către germani, într-o execuție în masă a polonezilor, efectuată în noiembrie 1939, în așa-numita Vale a Morții, de lângă Chojnice (vezi Intelligenzaktion).